# 1583 Antilochus
Az 1583 Antilochus (ideiglenes jelöléssel 1950 SA) egy kisbolygó a Naprendszerben. Sylvain Julien Victor Arend fedezte fel 1950. szeptember 19-én. A Jupiter pályáján keringő Trójai csoport tagja.